# Puchar Świata w biathlonie 1982/1983
Puchar Świata w biathlonie 1982/1983 – 6. edycja zawodów o Puchar Świata w tej dyscyplinie sportu. Cykl rozpoczął się 27 stycznia 1983 biegiem indywidualnym w zachodnioniemieckim Ruhpolding, zaś zakończył się 11 marca 1983 w norweskim Holmenkollen, biegiem sztafetowym. W drugiej połowie lutego w Antholz-Anterselva odbyły się mistrzostwa świata.
Klasyfikację generalną wygrał po raz pierwszy w karierze Peter Angerer reprezentujący RFN zdobywając w sumie 143 punkty, drugi reprezentant Norwegii Eirik Kvalfoss stracił do niego 7 punktów, a trzeci Frank Ullrich stracił 9 punktów reprezentujący NRD. Wśród kobiet triumfowała Gry Østvik zdobywając 46 punktów, druga Siv Bråten zdobyła 45 punktów obie reprezentujące Norwegię. Trzecie miejsce w klasyfikacji zdobyła finka Aino Kallunki z 43 punktami.

## Kalendarz zawodów
Sezon rozpoczął się od startów w zachodnioniemieckim Ruhpolding, końcem stycznia. W lutym biathloniści zagościli w Antholz-Anterselva podczas zawodów pucharu świata i dwudziestych Mistrzostw świata w Biathlonie. W marcu biathloniści rywalizowali w fińskim Lahti i norweskim Holmenkollen. Panie rywalizowały na początku marca w fińskiej miejscowości Lappeenranta.

### Zaplanowane starty
- Ruhpolding (27 – 30 stycznia 1983)
- Antholz-Anterselva (9 – 12 lutego 1983)
- Antholz-Anterselva (24 – 27 lutego 1983)
- Lahti (4 – 5 marca 1983)
- Lappeenranta (4 – 6 marca 1983)
- Holmenkollen (9 – 11 marca 1983)

## Mężczyźni
| Lp.                                  | Data             | Miejsce            | Konkurencja       | 1. miejsce                                                                   | 2. miejsce                                                                 | 3. miejsce                                                               |
| ------------------------------------ | ---------------- | ------------------ | ----------------- | ---------------------------------------------------------------------------- | -------------------------------------------------------------------------- | ------------------------------------------------------------------------ |
| 1.                                   | 27 stycznia 1983 | Ruhpolding         | Bieg indywidualny | Peter Angerer                                                                | Andreas Schweiger                                                          | Frank Ullrich                                                            |
| 2.                                   | 28 stycznia 1983 | Ruhpolding         | Sprint            | Eirik Kvalfoss                                                               | Frank Ullrich                                                              | Odd Lirhus                                                               |
| 3.                                   | 30 stycznia 1983 | Ruhpolding         | Sztafeta          | NRD & RFN                                                                    |                                                                            | ZSRR                                                                     |
| 4.                                   | 9 lutego 1983    | Antholz-Anterselva | Bieg indywidualny | Frank Ullrich                                                                | Odd Lirhus                                                                 | Peter Angerer                                                            |
| 5.                                   | 11 lutego 1983   | Antholz-Anterselva | Sprint            | Algimantas Šalna                                                             | Peter Angerer                                                              | Frank-Peter Roetsch                                                      |
| 6.                                   | 12 lutego 1983   | Antholz-Anterselva | Sztafeta          | NRD I Mathias Jung · Frank-Peter Roetsch · Frank Ullrich · Matthias Jacob    | ZSRR                                                                       | Norwegia Eirik Kvalfoss · Kjell Søbak · Johnny Rognstad · Odd Lirhus     |
| Mistrzostwa Świata w Biathlonie 1983 |                  |                    |                   |                                                                              |                                                                            |                                                                          |
| 7.                                   | 24 lutego 1983   | Antholz-Anterselva | Bieg indywidualny | Frank Ullrich                                                                | Frank-Peter Roetsch                                                        | Peter Angerer                                                            |
| 8.                                   | 26 lutego 1983   | Antholz-Anterselva | Sprint            | Eirik Kvalfoss                                                               | Peter Angerer                                                              | Alfred Eder                                                              |
| 9.                                   | 27 lutego 1983   | Antholz-Anterselva | Sztafeta          | ZSRR Siergiej Bułygin · Algimantas Šalna · Jurij Kaszkarow · Piotr Miłoradow | NRD Mathias Jung · Frank-Peter Roetsch · Frank Ullrich · Matthias Jacob    | Norwegia Øivind Nerhagen · Kjell Søbak · Eirik Kvalfoss · Odd Lirhus     |
| 10.                                  | 4 marca 1983     | Lahti              | Bieg indywidualny | Algimantas Šalna                                                             | Eirik Kvalfoss                                                             | Dmitrij Wasiljew                                                         |
| 11.                                  | 5 marca 1983     | Lahti              | Sprint            | Algimantas Šalna                                                             | Odd Lirhus                                                                 | Fritz Fischer                                                            |
| 12.                                  | 9 marca 1983     | Holmenkollen       | Bieg indywidualny | Dmitrij Wasiljew                                                             | Johann Passler                                                             | Andreas Schweiger                                                        |
| 13.                                  | 10 marca 1983    | Holmenkollen       | Sprint            | Frank-Peter Roetsch                                                          | Peter Angerer                                                              | Johann Passler                                                           |
| 14.                                  | 11 marca 1983    | Holmenkollen       | Sztafeta          | ZSRR Dmitrij Wasiljew · Algimantas Šalna · Ewen Tudeberg · Jurij Kaszkarow   | RFN Herbert Fritzenwenger · Walter Pichler · Peter Angerer · Fritz Fischer | Norwegia II Rolf Storsveen · Johnny Rognstad · Svein Engen · Roar Nilsen |

## Kobiety
| Lp. | Data         | Miejsce      | Konkurencja       | 1. miejsce    | 2. miejsce                                        | 3. miejsce    |
| --- | ------------ | ------------ | ----------------- | ------------- | ------------------------------------------------- | ------------- |
| 1.  | 4 marca 1983 | Lappeenranta | Bieg indywidualny | Gry Østvik    | Pirjo Mattila                                     | Tuula Ylinen  |
| 2.  | 5 marca 1983 | Lappeenranta | Sprint            | Aino Kallunki | Siv Bråten                                        | Aila Flyktman |
| 3.  | 6 marca 1983 | Lappeenranta | Sztafeta          | Finlandia     | Norwegia I Mette Mestad · Siv Bråten · Gry Østvik |               |

## Klasyfikacja

### Mężczyźni
| Lp. | Zawodnik            | Punkty |
| --- | ------------------- | ------ |
| 1.  | Peter Angerer       | 143    |
| 2.  | Eirik Kvalfoss      | 136    |
| 3.  | Frank Ullrich       | 134    |
| 4.  | Frank-Peter Roetsch | 128    |
| 5.  | Odd Lirhus          | 126    |
| 6.  | Algimantas Šalna    | 122    |
| 7.  | Fritz Fischer       | 117    |
| 7.  | Johann Passler      | 117    |
| 9.  | Matthias Jacob      | 95     |
| 10. | Alfred Eder         | 90     |

| Lp. | Zawodnik      | Punkty |
| --- | ------------- | ------ |
| 1.  | Gry Østvik    | 47     |
| 2.  | Siv Bråten    | 45     |
| 3.  | Aino Kallunki | 43     |
| 4.  | Aila Flyktman | 42     |
| 4.  | Tuula Ylinen  | 42     |
| 6.  | Mette Mestad  | 40     |
| 7.  | Pirjo Mattila | 38     |
| 8.  | Kaisa Mikkola | 37     |
| 9.  | Bente Mestad  | 36     |